# Dergasjön
Dergasjön är en sjö i Sorsele kommun i Lappland och ingår i Umeälvens huvudavrinningsområde. Sjön har en area på 0,813 kvadratkilometer och ligger 480,1 meter över havet. Sjön avvattnas av vattendraget Dergabäcken (Rakkobäcken).

## Delavrinningsområde
Dergasjön ingår i det delavrinningsområde (728088-154987) som SMHI kallar för Utloppet av Dergasjön. Medelhöjden är 515 meter över havet och ytan är 7,96 kvadratkilometer. Räknas de 5 avrinningsområdena uppströms in blir den ackumulerade arean 116,12 kvadratkilometer. Dergabäcken (Rakkobäcken) som avvattnar avrinningsområdet har biflödesordning 3, vilket innebär att vattnet flödar genom totalt 3 vattendrag innan det når havet efter 321 kilometer. Avrinningsområdet består mestadels av skog (80 procent). Avrinningsområdet har 0,81 kvadratkilometer vattenytor vilket ger det en sjöprocent på 10,2 procent.